# INMOS Transputer

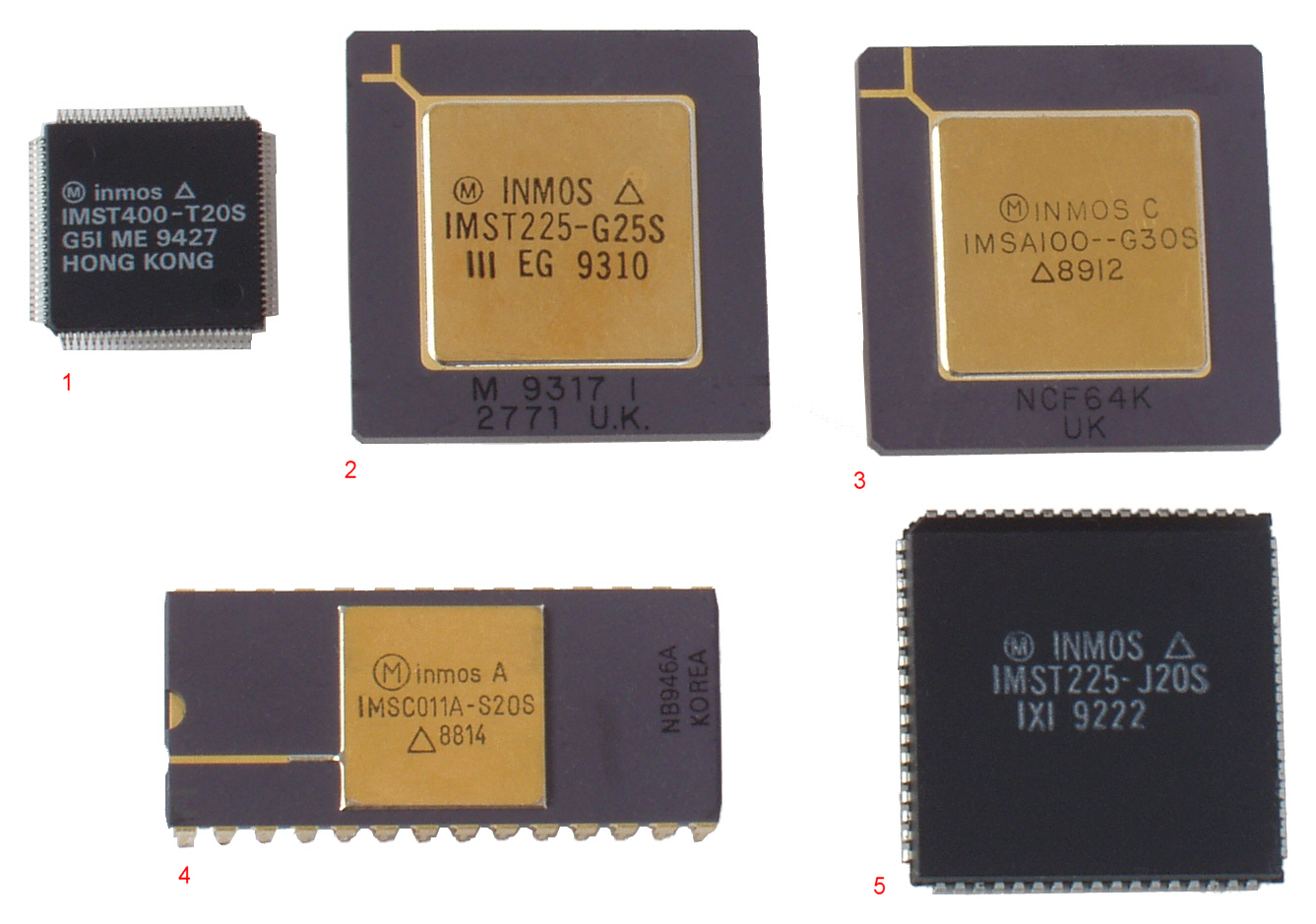
Transputer

Il INMOS Transputer era un pionieristico design di un microprocessore per il calcolo parallelo prodotto dalla INMOS, una piccola azienda inglese, negli anni ottanta. Per qualche tempo, fino al termine di quel decennio, molti considerarono il Transputer come il nuovo grande progetto per il futuro del calcolo. Oggi i suoi derivati sono utilizzati in macchine fotografiche, sistemi GPS e decoder per la TV digitale.

## Background
Nei primi anni '80 sembrava che le CPU convenzionali avessero raggiunto il loro limite riguardo alle performance. Fino a quel momento i progettisti erano stati limitati principalmente dall'ammontare di circuiti che potevano piazzare su un chip a causa di problemi di costruzione. Ma con il continuo migliorare dei processi produttivi il problema mutò: i chip potevano contenere più circuiti di quelli che i progettisti sapevano sfruttare. Presto le tradizionali architetture CISC avrebbero raggiunto il loro limite massimo possibile, e non era ben chiaro se si sarebbe potuto superarlo.
Sembrò che l'unico modo fosse implementare l'uso del parallelismo, cioè l'uso di svariate CPU che avrebbero lavorato assieme per compiere diversi compiti allo stesso tempo. Tutto ciò dipendeva dalla possibilità della macchina di essere in grado di eseguire più processi allo stesso tempo, capacità nota come multitasking, troppo difficile da eseguire fino ad allora, ma supportata dai processori di nuova generazione. Fu chiaro che in futuro questa caratteristica sarebbe stata supportata da tutti i sistemi operativi.
Un effetto collaterale di molte architetture multitasking è che spesso permette di eseguire i processi su CPU fisicamente differenti, nel qual caso il processo è noto come multiprocessing. Una CPU a basso costo, pensata in quest'ottica, avrebbe permesso di aumentare la velocità di calcolo di una macchina aggiungendo altri processori simili, scelta potenzialmente molto più economica di una basata su un singolo e più potente processore.

## Design
Il Transputer (Transistor Computer) fu il primo microprocessore ad uso generico progettato specificatamente per essere usato in sistemi di calcolo parallelo. L'obiettivo era di produrre una famiglia di chip, limitati in costo e potenza, che avrebbero potuto poi essere connessi tra loro per formare un computer completo.  Il nome era stato scelto per indicare il ruolo che il singolo Transputer avrebbe avuto: molti di loro sarebbero stati usati come "mattoni di base", proprio come i transistor lo erano stati precedentemente.
Originariamente il piano era di far costare i Transputer solo pochi dollari a unità. La INMOS li vide usati praticamente per tutto (operazioni tipiche di una CPU per quanto riguardava un computer e funzioni di channel controller per i disk drive nella stessa macchina). I cicli inutilizzati su ognuno di questi Transputer avrebbero potuto essere usati per altri compiti, accrescendo grandemente le performance complessive delle macchine.
Anche un singolo Transputer avrebbe avuto tutti i circuiti necessari per lavorare da solo, una caratteristica più comunemente associata ai microcontrollori. L'idea, in questo caso, era di permettere ai Transputer di essere connessi assieme il più facilmente possibile, senza bisogno di un bus (o una scheda madre) complesso. Al contrario, bastava semplicemente fornire energia e un segnale di clock, senza nemmeno bisogno di RAM, RAM controller, supporto dal bus e nemmeno un RTOS, tutto ciò era già incluso.

### Scheduler
A supportare i link era una parte di circuito addizionale che trattava l'ordine del traffico che vi passava. I processi che aspettavano comunicazione erano automaticamente messi in pausa mentre il circuito di rete finiva le sue letture o scritture. Il tempo di elaborazione sarebbe stato dato ad altri processi, e ciò includeva due livelli di priorità per evitare i deadlock. Lo stesso sistema logico era usato per comunicare fra programmi in esecuzione sullo stesso Transputer, implementato come una "rete virtuale" in memoria. Quindi un programma in richiesta di un input o un output automaticamente veniva messo in pausa mentre l'operazione era completata, un compito che normalmente richiedeva che il sistema operativo funzionasse come arbitro per l'hardware. I sistemi operativi sul transputer non dovevano occuparsi dello scheduling: in pratica si poteva pensare che il chip avesse egli stesso un sistema operativo all'interno.
Per poter includere tutte queste funzionalità su un singolo chip, il core del Transputer era molto più semplice della maggior parte delle CPU: usava un'architettura RISC, ma diversamente dalle più comuni CPU RISC basate su un pesante utilizzo dei registri, il transputer usava molto lo stack. Questo permetteva di eseguire rapidamente il context switch semplicemente spostando lo stack pointer sulla parte di memoria assegnata a un altro programma (una tecnica usata da molti sistemi contemporanei). Il Transputer inoltre includeva tre registri "normali", ma questi erano di fatto le copie delle prime tre celle dello stack, usate per permettere le istruzioni a indirizzo zero.

### Set di istruzioni
Il set di istruzioni del Transputer era formato da istruzioni di 8 bit divise in due nibble. Quello superiore conteneva la codifica dell'istruzione, rendendolo un vero RISC con solo 16 istruzioni di base, quello inferiore conteneva una costante o più comunemente un'offset relativo allo stack pointer. Costanti e offset più lunghi potevano essere usati, ma richiedevano byte di indirizzo addizionali in fase di fetch e decodifica. Inoltre le istruzioni meno frequentemente utilizzate erano supportate tramite la codifica di istruzioni chiamata Operate (Opr), la quale decodificava la costante di dati come un codice di operazione esteso, fornendo un'espansione del set di istruzione facile e quasi infinita, introdotta con una nuova implementazione del Transputer. I processi con context più piccoli giravano più velocemente, ma l'idea intera del Transputer era comunque di far girare molti piccoli processi.

### Programmazione ad alto livello
Per la programmazione dei transputer, la INMOS aveva progettato un linguaggio apposito, ispirato al paradigma di comunicazione a passaggio di messaggi CSP (Communicating Sequential Processes) ideato dal britannico C. A. R. Hoare e chiamato Occam. In effetti è più corretto dire che il Transputer fu progettato specificatamente per eseguire codice Occam, mentre la maggior parte dei processori CISC dell'epoca, e successivi, non erano (con l'eccezione di progetti come l'iAPX 432 dell'Intel) progettati per eseguire direttamente codice in Pascal, C o Ada. L'Occam supportava lo sviluppo di applicazioni divise in più processi e spesso la semplice scrittura di un programma in Occam risultava un'applicazione di questo tipo. Con il supporto per i task e le comunicazioni integrati nel chip e il linguaggio di programmazione che vi interagiva direttamente, scrivere il codice per cose come controllare un device controller divenne una banalità: anche il codice più semplice poteva controllare le porte seriali per l'I/O, e si sarebbe automaticamente messo in pausa in assenza di dati.

## Implementazioni
I primi modelli di Transputer furono annunciati nel 1983 e messi in commercio nel 1984/5.
D'accordo con il loro ruolo come dispositivo simile a un microcontrollore, includevano 2kB di RAM e un RAM controller integrato, che permetteva di aggiungere memoria senza altro hardware. A differenza di altre architetture i Transputer includevano una MMU, anche se in un sistema basato sullo stack questo non è molto importante, poiché gli indirizzi sono quasi sempre offset e non richiedono modifiche complesse.

### 16-bit
Il prototipo a 16 bit del transputer fu l'S43, senza lo scheduler e senza il trasferimento dei blocchi sui link su DMA. Al momento del lancio il T212 e il M212 (fornito di un disk controller) erano le offerte a 16 bit.

### 32-bit
Al momento del lancio l'offerta a 32-bit consisteva nel T414. La RAM fu più tardi portata a 4K nel T424, che includeva anche un'istruzione JO trap per aiutare il debug.

### Virgola mobile
La successiva versione fu il T800, nel 1987, la quale includeva un'unità a virgola mobile da 64-bit e tre registri dedicati a questo tipo di calcolo. Inoltre la RAM veniva aumentata a 4k. Molte nuove generazioni di queste CPU, conosciute come famiglie T-2, T-4 e T-8, furono messe in commercio nei successivi anni per migliorare la programmazione e il debug. Lo switch a 32 link C004 fu inoltre aggiunto alla linea di prodotti.

## Competizione
Nonostante il Transputer fosse semplice e tuttavia potente rispetto a molte architetture contemporanee, non riuscì mai ad avvicinarsi al suo obiettivo di essere usato universalmente sia come CPU sia come microcontrollore. Il secondo campo era dominato da macchine a 8-bit e il costo era il solo parametro considerato. Anche il T-2s era troppo potente e costoso per la maggior parte degli utenti. La mancanza di supporto del Transputer per la memoria virtuale impedì il porting delle principali varianti dei sistemi operativi Unix (anche se vennero prodotte varianti come Minix e Idris di Whitesmiths.)
Nel campo desktop / workstation il Transputer era abbastanza veloce, operando a circa 10 MIPS a 20 MHz, un'eccellente performance per i primi anni Ottanta, ma, al momento in cui venne venduto il T800, fornito di una FPU, le altre architetture RISC l'avevano già sorpassato. Questo avrebbe potuto essere mitigato dalla possibilità di creare macchine con più Transputer, ma il T800 costava circa 400$ al pezzo quando venne messo in commercio, quindi il rapporto prezzo/potenza era svantaggioso.

## T9000
L'INMOS cercò di migliorare la sua linea di prodotti con l'introduzione del T9000. Il T9000 aveva in comune molte feature con il T800, ma implementava alcune innovazioni e aggiungeva delle caratteristiche per il supporto della superscalarità. Diversamente dai modelli precedenti, il T9000 aveva una vera cache da 16kB ad alta velocità al posto della RAM; inoltre permetteva di usare questa come memoria e includeva funzionalità stile MMU per controllare tutto ciò (conosciute come PMI). Per aumentare ancora la velocità il T9000 spostava in cache le prime 32 locazioni dello stack, al contrario delle tre delle versioni precedenti.
Il T9000 usava una pipeline a cinque stadi per aumentare la velocità. Un'interessante aggiunta fu il raggruppatore che raccoglieva le istruzioni in uscita dalla cache e le raggruppava in pacchetti più larghi, da 4 bytes, per alimentare più velocemente la pipeline. I gruppi venivano poi completati in un singolo ciclo, come se fossero una singola istruzione più grossa su una CPU più veloce.
Tuttavia l'INMOS non aveva i fondi necessari per continuare lo sviluppo su questa strada non essendo riuscita a conquistare in precedenza significative quote di mercato, e quindi di ricavi. Di qui l'inevitabile crisi di liquidità a causa della quale infine la compagnia fu venduta alla SGS-Thomson (oggi ST Microelectronics ) che eliminò il T9000 e produsse l'architettura 212/414 per linee di microcontrollori come le famiglie ST10 e ST20, ora non più in produzione, anche se parti di questa tecnologia sono incluse in chipset per applicazioni speciali (ad esempio GPS, macchine fotografiche e decoder per la TV digitale).
Ironicamente, fu in gran parte grazie al parallelismo che le architetture delle CPU convenzionali divennero più veloci. Invece di usare un pesante sistema esplicito come il Transputer, le CPU moderne lavorano in parallelo solo a livello di istruzioni, dividendo il codice fra un numero fissato di core. Questa forma di parallelismo, conosciuta come superscalarità è di fatto molto più adatta al calcolo d'uso generale in quanto non richiede una specifica programmazione parallela e si possono compilare ed eseguire direttamente i programmi classici basati su algoritmi sequenziale.